# Jack London

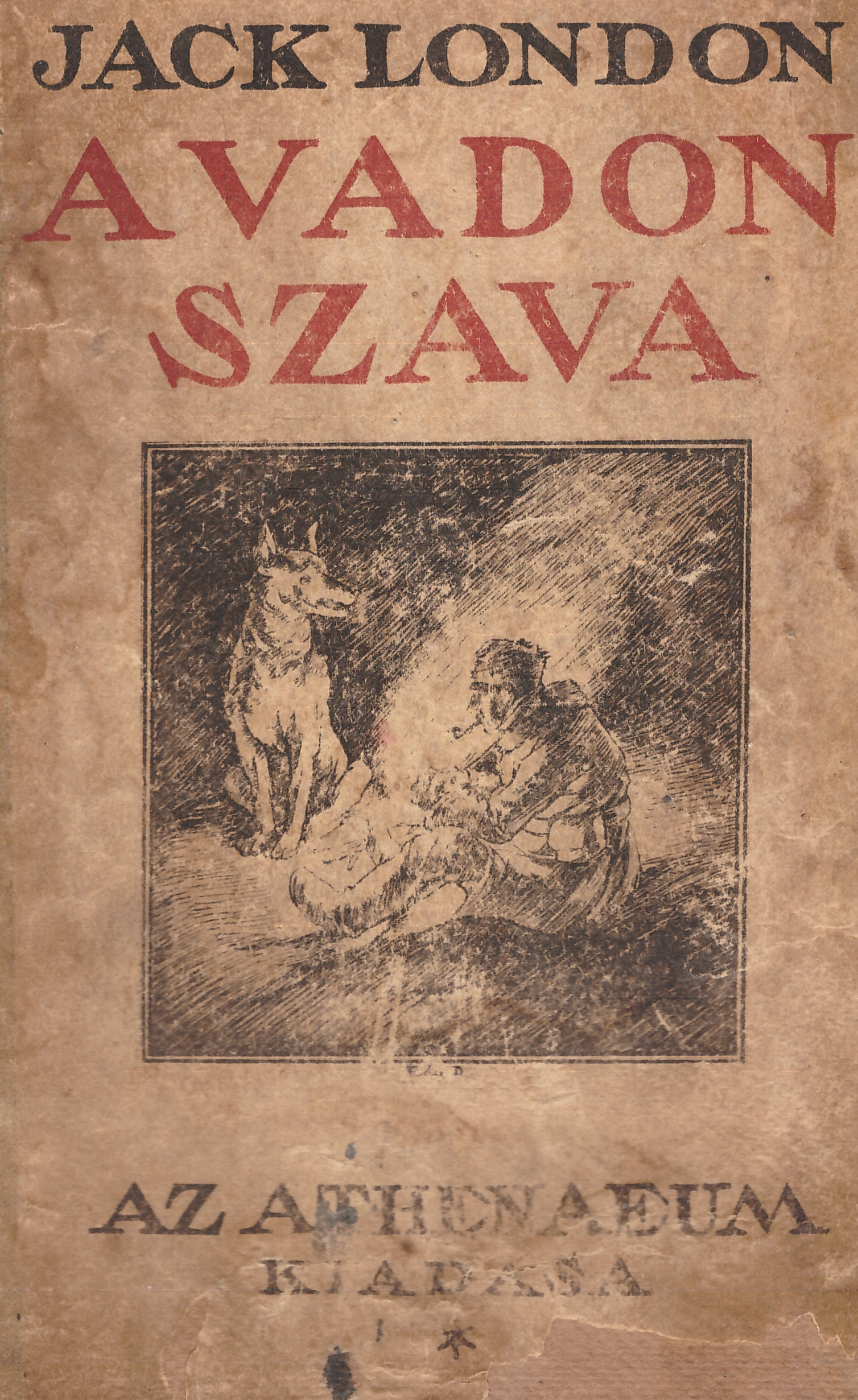
A Vadon szava egy korai magyarországi kiadása (1920-as évek)

Jack London, születési nevén John Griffith Chaney (San Francisco, Kalifornia, 1876. január 12. – Glenn Ellen, Kalifornia, 1916. november 22.) amerikai író, elbeszélő.

## Élete, munkássága
Jack London az egyik első világirodalmi rangú amerikai író, népszerűsége mind a mai napig töretlen. Az emberi társadalom megreformálásáért küzdött, legkedvesebb szereplői vakmerő kalandorok, „éneklő” és „beszélő” kutyák, legkedvesebb színterei az erdő és a tenger voltak.
Apja vándor asztrológus volt, annak törvénytelen gyerekeként jött a világra. Röviddel születése után anyja feleségül ment John Londonhoz. Gyermekévei mély nyomorban, kemény munkával és szenvedélyes olvasással teltek.
Már 13 évesen napi 12-18 órát dolgozott a konzervgyárban, s gyakorlatilag ő tartotta el családját. Menekülést keresve ebből a robotéletmódból, régi dajkájától, Virginia Prentisstől kért kölcsön, s a kölcsönpénzből bárkát vett, amivel osztrigakalóznak csapott fel. Igencsak veszélyes életmód volt ez, ugyanis az osztrigaőrök nemegyszer a kalózok után lőttek. Ebből a korszakból kezdődött ismerkedése „John Barleycornnal” (avagy az alkohollal), ahogy azt az Alkoholmámorban (korábban magyarul Sárga Sátán címmel jelent meg, az eredeti angol cím John Barleycorn) című művében olvashatjuk. Már itt kitűnik az a tulajdonsága, ami élete végéig meghatározza, bármit csináljon is, első kell, hogy legyen benne. Így ő kell, hogy legyen a legvakmerőbb osztrigakalóz, s a kocsmákban a legelső ivó, valamint legjobb cimbora, aki természetesen nagylelkűen fizet.
1893-ban elszegődött egy fókavadász hajóra, amely egész Japánig elment, s itt 17 évesen kiverekedte, hogy egyenrangúnak tekintsék a többi matrózzal.
Miután visszatért Amerikába, alkalmi munkákkal próbálkozott, például szenet talicskázott egy vasútállomáson, ahol két ember munkáját végezte el fél munkabérért, de megunta, majd felcsapott hobónak Kelley hadseregében, s csavargásért 30 napig börtönbe is került. Kalandjait az Országúton című regényében örökíti meg.
Majd visszatért Oaklandbe, ahol lázas tanulásba kezdett, mint azt önéletrajzi regényében, a Martin Edenben olvashatjuk. Napi 19 órát tanult, alig evett és keveset aludt, végül sikeresen leérettségizett, fél évet járt egyetemre is, majd anyagi okok miatt elszegődött mosodai munkásnak, ahol őt is elkapta az aranyláz, és Klondike-ba utazott sógora, James Shepard társaságában. Aranyat nem talált, de itt szerzett tapasztalatai alapján írta meg későbbi világhírű műveit. Ezért nagy árat fizetett, skorbut alakult ki nála, ami miatt négy fogát elveszítette, s valószínűleg későbbi betegségei is részben innen eredtek. Sokat utazott, volt haditudósító is az orosz–japán fronton.
A tőle megszokott elszántsággal próbált meg írni és publikálni, s kezdett felívelni írói karrierje, majd rendeződni anyagilag is az élete.
1900. április 7-én elvette Bessie Maddernt, nem szerelemből, hanem egyfajta ragaszkodásból, s mert meg volt győződve róla, hogy életerős gyerekeik lesznek. Két gyerekük született, Joan es Bessie. 1903-ban értesítette Bessie-t, hogy elhagyja, 1904-ben törvényesen is elváltak.
1905-ben elvette Charmian Kittredge-t, aki Russ Kingman biográfus szerint „London lelki társa volt, mindig az ő oldalán és egy tökéletes társ”. London jachtján rengeteget utaztak, többek közt a Hawaii szigeteket, s Ausztráliát is meglátogatták. Ugyanebben az évben vásárolta meg London a Glen Elleni farmját.
Élete vége fele újra gazdasági válságba jutott, a farmja csődbe ment, alkoholizmusa és vesebetegségei legyengítették, míg végül morfiumtúladagolásban halt meg 1916. november 22-én. Máig vitatott, hogy öngyilkos lett-e, vagy nem. Azt az elméletet, hogy öngyilkos lett, főleg azok a regényei támasztják alá, ahol a főhős a végén öngyilkos lesz (Martin Eden, Tengeri Farkas).

## Jelentősége
A The Son of the Wolf (1900, magyarul Északi Odüsszeia címen jelent meg 1975-ben) című novelláskötete volt az, amely óriási sikert és világhírnevet szerzett neki. Mintegy ötven könyvet írt, amelyek hamar megjelentek más nyelveken is.
Jack London gondolkodását döntően befolyásolta Marx, Darwin, Nietzsche és Spencer. Szocialistának vallotta magát, determinista módon fogta fel az emberi társadalmat, és hitt a felsőbbrendű emberben. Irodalmilag Stevenson és Kipling követője volt.
Műveiből számtalan – részben ifjúsági – film és tévésorozat készült. Néhány művét még életében filmre vitték, kettőben maga is játszott.

## Műveiből
- The Son of the Wolf, 1900 (A farkas fia)
- The Call of the Wild, 1903 (A vadon szava)
- The Sea Wolf, 1904 (A tengeri farkas)
- Before Adam, 1906 (Ádám előtt)
- White Fang, 1906 (Fehér Agyar)
- The Road, 1907 (Az országúton)
- The Iron Heel, 1907 (A vaspata)
- Tüzet rakni, 1908
- Martin Eden, 1909
- John Barleycorn, 1913 (A sárga sátán; újabb kiadása: Alkoholmámorban)
- The Star Rover, 1915 (Kóbor csillag)
- Jerry of the Islands, 1917 (A beszélő kutya)

## Magyarul megjelent kötetei
Különösen sok novelláját ültette át magyar nyelvre Tersánszky Józsi Jenő.

### 1944-ig
- Ádám előtt. Regény; fordította: Schöner Dezső; Népszava, Budapest, 1918 (Világosság-könyvtár)
- A hitehagyott. Elbeszélés; fordította: Schöner Dezső; Népszava, Budapest, 1921 (Világosság-könyvtár)
- A vadon szava; fordította: Bartos Zoltán; Athenaeum, Budapest, 1921
- A havasok leánya. Regény; fordította: Bartos Zoltán; Athenaeum, Budapest, 1922
- A nap fia; fordította: Adorján Sándor; Athenaeum, Budapest, 1922
- Sárga sátán. John Barleycorn; fordította: Bartos Zoltán; Népszava, Budapest, 1922 
  - (Alkoholmámorban címen is)
- A tengeri farkas; fordította: Fülöp Zsigmond; Athenaeum, Budapest, 1922
- Az éneklő kutya. Regény; fordította: Harsányi Zsolt; Athenaeum, Budapest, 1922
- Tüzes napsugár; fordította: Kelen Ferenc; Athenaeum, Budapest, 1922
- A játék; fordította: Bartos Zoltán; Pantheon, Budapest, 1922
- Farkasvér; fordította: Dobosi Pécsi Mária; Singer-Wolfner, Budapest, 1922
  - (Fehér Agyar címen is)
- Vissza a vadonba! Regény; fordította: Kozma Béla; Bécsi Magyar Kiadó, Wien, 1922 (Regényfüzér)
- A vas-pata. Utópikus regény; fordította: Mészáros Zoltán; Népszava, Budapest, 1923 (Angol-amerikai irodalom remekei)
- A Dazzler-cirkálón. Regény; fordította: Bartos Zoltán; Légrády, Budapest, 1923
- Csodatevő szerelem. Regény; fordította: Körmendy Viktor; Légrády, Budapest, 1923
- A büszkeség háza; fordította: Bartos Zoltán; Táltos, Budapest, 1923
- A méhek dala; fordította: Bartos Zoltán; Népszava, Budapest, 1923
- A nagy ház kis asszonykája; fordította: Harsányi Zsolt; Athenaeum, Budapest, 1923
  - (A lady címen is)
- A beszélő kutya; fordította: Harsányi Zsolt; Athenaeum, Budapest, 1923
- A barna farkas; fordította: Bartos Zoltán; Táltos, Budapest, 1923
- A vadállat; fordította: Körmendy Viktor; Légrády Ny., Budapest, 1923 (A Pesti Hírlap regénytára)
- Keesh, a Keesh fia; fordította: Bartos Zoltán; Nova, Budapest, 1924 (Nova úti könyvtára)
- Észak rengetegeiben; fordította: Bartos Zoltán; Nova, Budapest, 1924 (Nova úti könyvtára)
- Az élet törvénye; fordította: Bartos Zoltán; Nova, Budapest, 1924 (Nova úti könyvtára)
- A vén kalóz kincse. Regény; fordította: Ruzitska Mária; Légrády, Budapest, 1924 (Külföldi írók regénytára A. sorozat)
- A kóbor csillag. Regény; fordította: Vécsey Leó; Légrády, Budapest, 1924 (Külföldi írók regénytára B. sorozat)
- A Hold völgyében; fordította: Ruzitska Mária; Légrády, Budapest, 1924
- Az istenek kacagnak; fordította: Dobosi Pécsi Mária; Singer-Wolfner, Budapest, 1924 (Milliók könyve)
- Az ősök istene; fordította: Bartos Zoltán; Népszava, Budapest, 1924
- Az alaszkai Diana; fordította: Bartos Zoltán; Népszava, Budapest, 1924
- Északi Odisszea; fordította: Farkas Ákos; Légrády, Budapest, 1924
- A lázadók. Regény; Légrády, Budapest, 1924
  - (A zendülők címen is)
- Joe és Kid. Regény az ifjúság számára; Légrády, Budapest, 1924
- Eden Martin; fordította: Bartos Zoltán; bev. ifj. Bókay János; Athenaeum, Budapest, 1924
- A magas északon; fordította: Bartos Zoltán; Nova, Budapest, 1924 (Jack London válogatott művei)
- Snark. Kirándulás a föld körül. Regény; fordította: Vécsey Leó; Légrády, Budapest, 1924
- Fehérek és színesek; Légrády, Budapest, 1924
- Kaland; fordította: Tersánszky Józsi Jenő; Athenaeum, Budapest, 1924
- A vadállat. Box-regény / A skarlát; fordította: Körmendy Viktor; Légrády, Budapest, 1924
- Kalandok világa. Elbeszélések; fordította: Farkas Ákos; Légrády, Budapest, 1924
- Az óceán meséi; fordította: Fülöp Zsigmond; Athenaeum, Budapest, 1924 (Kalandos regények)
- Az országúton; fordította: doroghi Farkas Ákos; Légrády, Budapest, 1924
- Játék az élettel. Regény; Légrády, Budapest, 1925
- A prémvadász titka. Kalandos amerikai regény / A sárga selyemturbán; átdolg. Tábori Pál; Tolnai Ny., Budapest, 1925
- Az ember hitvallása; fordította: Bartos Zoltán; Viktória, Budapest, 1925
- A vadon szava; fordította: Bartos Zoltán; ifjúsági átdolg. Roboz Andor; Athenaeum, Budapest, 1925
- Mikor az Isten kacag; fordította: Tersánszky J. Jenő; Athenaeum, Budapest, 1926 (Jack London összes munkái)
- A farkas fia; fordította: Bartos Zoltán; Athenaeum, Budapest, 1926 (Jack London összes munkái)
- A korhely és a tündér; fordította: Tersánszky Józsi Jenő; Athenaeum, Budapest, 1927 (Jack London összes munkái)
- A mélység; fordította: Braun Soma; Athenaeum, Budapest, 1928 (Jack London összes munkái)
- Jeromos és Mihály. Két csodakutya története; fordította: Harsányi Zsolt; ifjúsági átdolg. Roboz Andor; Athenaeum, Budapest, 1928
- A mayák kincse; fordította: Tersánszky J. Jenő; Athenaeum, Budapest, 1930 (Jack London összes munkái)
- A vén halász meséi; fordította: Vécsey Leó; Athenaeum, Budapest, 1930 (Jack London összes munkái)
  - (A Hawaii-szigetek titka címen is)

### 1945–1989
- Találkozás az alvilággal; fordította: Garras Anna; Szikra Ny., Budapest, 1947 (Forintos regény)
- A méhek dala; fordította: Bartos Zoltán; Parnasszus, Budapest, 1947 (Parnasszus könyvtár)
- A titkok ura; fordította: Farkas Ákos; Hungária Ny., Budapest, 1948 (Forintos regény)
- A vérszövetség; fordította: Andai Ernő; Hungária Ny., Budapest, 1948 (Forintos regény)
- Életre-halálra; fordította: Tersánszky J. Jenő; Hungária Ny., Budapest, 1948 (Forintos regény)
- Gyémántrablók; fordította: Tersánszky J. Jenő; Hungária Ny., Budapest, 1948 (Forintos regény)
- A bajnok és a halál; fordította: Bartos Zoltán; Hungária Ny., Budapest, 1948 (Forintos regény)
- A mexikói; fordította: Dorogi Farkas Ákos; Hungária Ny., Budapest, 1949 (Forintos regény)
- A vaspata; fordította: Szinnai Tivadar; Szikra, Budapest, 1949
- A kalózhajó és más elbeszélések; vál., jegyz. fordította: ellenőrizte Révész Gy. István; Athenaeum, Budapest, 1950
- Elbeszélések; Szépirodalmi, Budapest, 1951 (Szépirodalmi kiskönyvtár)
- A vadon szava; Testvériség-Egység, Noviszád, 1951
- A hatalmas egy. Történet Korea múltjából; Testvériség-Egység, Újvidék, 1953
- Az utolsó mérkőzés és más elbeszélések; fordította: Piroska Ferenc; Testnevelési és Sportkiadó, Bukarest, 1954
- Ádám előtt. Regény; Testvériség-Egység, Újvidék, 1954
- Válogatott elbeszélések, 1-2.; szerk., bev. Szász Imre, fordította: Bartos Zoltán et al.; Új Magyar Kiadó, Budapest, 1955
- Az éneklő kutya. Regény; fordította és bevezető: Szász Imre; Ifjúsági, Budapest, 1955
- Ádám előtt. Regény / Északi Odyssea / Az erősek ereje; fordította: Szász Imre, Határ Győző, Victor János, utószó, jegyz. Szász Imre, szakjegyz. Horváth Imre; Szépirodalmi, Budapest, 1956 (Olcsó könyvtár)
- A kalózhajó / A mexikói / A szökevény. Elbeszélés; fordította: Bartos Zoltán, Vajda Miklós, Tersánszky J. Jenő; Ifjúsági, Budapest, 1956 (Ifjúsági kiskönyvtár)
- Tengeri farkas; fordította: Bartos Zoltán, Szántó István; Kossuth, Budapest, 1957
- Országúton. Emlékezések; fordította és utószó: Szász Imre; Szépirodalmi, Budapest, 1957 (Olcsó könyvtár)
- A vadon szava; Bratstvo-Jedinstvo, Noviszád, 1958
- Martin Eden. Regény; fordította: Bernát Pál, versfordítás: Görgey Gábor, bev. Szász Imre; Európa, Budapest, 1958
- A sárga sátán. Regény; fordította: Bartos Zoltán; Kossuth, Budapest, 1958 (Tarka könyvek)
  - (Alkoholmámorban címen is)
- A beszélő kutya. Regény; fordította és utószó: Szász Imre; Szépirodalmi, Budapest, 1959 (Olcsó könyvtár)
- A vadon szava és más elbeszélések; fordította: Bartos Zoltán et al., utószó Vajda Miklós; SZÖVOSZ, Budapest, 1960 (Kincses könyvek. Szövetkezeti kiskönyvtár)
- A vaspata; bev. Anatole France, fordította: Szinnai Tivadar, utószó Dumitru Mazilu; Európa, Budapest, 1961
- Az élet szerelme. Válogatott írások; fordította: Réz Ádám et al., bev. Bartos Tibor; Európa, Budapest, 1962 (A világirodalom klasszikusai)
- Három kisregény / A beszélő kutya / A vadon szava / Országúton; fordította: Réz Ádám, Szász Imre, utószó Szász Imre; Európa, Budapest, 1963 (Milliók könyve)
- A vadon szava; Ifjúsági, Bukarest, 1967 (Tanulók könyvtára)
- Kisregények és elbeszélések; Európa, Budapest, 1968 (A világirodalom remekei)
- Fehér Agyar; fordította, bevezető és jegyzetek: Semlyén István; Dacia, Kolozsvár, 1970 (Tanulók könyvtára)
- Aranyásók Alaszkában; fordította: Bart István; Kriterion, Bukarest, 1972
  - (Arany a Stewart völgyében címen is)
- Fehér Agyar; fordította: Semlyén István; 2. jav. kiad.; Creanga, Bukarest, 1974 (Minden gyermek könyve)
- Az ároktól délre; Nyomdaipari Szakmunkásképző Intézet Ny., Budapest, 1975
- Az erősek ereje / A farkas fia / A mexikói; Nyomdaipari Szakmunkásképző Intézet Ny., Budapest, 1975
- Északi Odüsszeia / Tragédia a messzi északon / A fehér csend; Nyomdaipari Szakmunkásképző Intézet Ny., Budapest, 1975
- Az élet törvénye; Nyomdaipari Szakmunkásképző Intézet Ny., Budapest, 1975
- Messze földön. Válogatott elbeszélések; fordította: Bart István et al.; Európa, Budapest, 1975 (Századunk mesterei)
- A Vaspata. Regény; bev. Anatole France, fordította: Szinnai Tivadar, utószó Szentmihályi Szabó Péter; Kozmosz Könyvek, Budapest, 1976 (Fiatalok könyvtára)
- Északi Odüsszea. Válogatott művek; fordította: Bart István et al., vál. Borbás Mária, utószó Bartos Tibor; Európa, Budapest, 1982 (A világirodalom klasszikusai)

### 1990–
- A maják kincse; fordította Tersánszky Józsi Jenő; Népszava, Budapest 1990
- A barna farkas és más kutyás történetek; vál. Fehér György, fordította: Bartos Zoltán et al.; Marabu, Budapest, 1991
- Bérgyilkossági Iroda Kft.; a szerző jegyzetei alapján befejezte Robert L. Fish, fordította: Koncz Éva; Móra, Budapest, 1991
- Arany a Stewart völgyében; Fátum-ars, Budapest, 1994 
  - (Aranyásók Alaszkában címen is)
- A lady; fordította: Harsányi Zsolt, átdolg. Kisbán Gyula; Fiesta–Saxum, Budapest, 1996 (Sorsszerű találkozások)
  - (A nagy ház asszonykája címen is)
- Az óceán titka; fordította: Fülöp Zsigmond; Merényi, Budapest, 1996
- Farkasvér. Regény; fordította: Semlyén István; Dunakanyar 2000, Budapest, 1997
  - (Fehér Agyar címen is)
- A profi; fordította: Körmendy Viktor; Merényi, Budapest, 1997 (Bestseller sorozat)
- A Hawaii-szigetek titka; fordította: Vécsey Leó; Merényi, Budapest, 1999 (Bestseller sorozat)
  - (A vén halász meséi címen is)
- A profi / A skarlát; fordította: Körmendy Viktor; Merényi, Budapest, 1997 (Bestseller sorozat)
  - (A profi megj. A vadállat, Az utolsó mérkőzés címen is)
- Fehér Agyar; fordította: Kovácsné Kliment Emilia; Új Ex Libris, Budapest, 2001 (Klasszikus ifjúsági regénytár)
  - (Farkasvér címen is)
- A büszkeség háza. Elbeszélések; fordította: Bartos Zoltán, Viktor János, Határ Győző; Sensus, Budapest, 2002
- A zendülők; Sensus, Budapest, 2002
  - (A lázadók címen is)
- Jack London összes novellái; vál., szerk. Szántai Zsolt, fordította: Domina Bálint et al.; Szukits, Szeged, 2003
- Fehér Agyar; fordította: Kovácsné Kliment Emilia; átdolg., röv. kiad.; Új Ex Libris, Budapest, 2005 (Klasszikus ifjúsági regénytár)
- A kóbor csillag; fordította: Kornya Zsolt; Delta Vision, Budapest, 2011 (Mesterművek)
- A vadon szava; átdolg. Oliver Ho, fordította: Edwards Zsuzsanna; Alexandra, Pécs, 2011 (Klasszikusok könnyedén)
- Alkoholmámorban...; fordította: Bartos Zoltán; Alinea, Budapest, 2012
  - (A sárga sátán címen is)
- A zubbony. Csillagok vándora; Művészeti és Irodalmi Jelen Kft., Arad, 2016
- A sárga sátán; fordította: Bartos Zoltán, átdolg. Reményi József Tamás; Kossuth, Budapest, 2016
  - (Alkoholmámorban címen is)
- Bérgyilkossági Iroda Kft.; a szerző jegyzetei alapján befejezte Robert L. Fish, fordította: Koncz Éva / A profi. A vadállat; fordította: Körmendy Viktor, átdolg. Reményi József Tamás; Kossuth, Budapest, 2016
- Kóbor csillag; fordította: Vécsey Leó, átdolg. Reményi József Tamás, Vértesi Klára; Kossuth, Budapest, 2016
- Hús, semmi más. Elbeszélések; Kossuth, Budapest, 2016
- Ádám előtt / A skarlát; fordította: Szász Imre, Varga Csaba Béla; Kossuth, Budapest, 2016
- To build a fire / Tüzet rakni; fordította: Bánki Veronika; Kossuth, Budapest, 2017 (Angol-magyar kétnyelvű klasszikusok)
- A vadon szava; fordította: Mikó Bálint; Holnap, Budapest, 2023 (Ifjúsági könyvek)
- Tarts nyugatnak és más történetek. Angol-magyar kétnyelvű kiadás nyelvtanulók számára; fordította: Bart István; Tinta, Budapest, 2024

## Kapcsolódó szócikk
- Csomortányi Lajos